# Municipio de Rye (Dakota del Norte)
El municipio de Rye (en inglés: Rye Township) es un municipio ubicado en el condado de Grand Forks en el estado estadounidense de Dakota del Norte. En el año 2010 tenía una población de 297 habitantes y una densidad poblacional de 3,44 personas por km².

## Geografía
El municipio de Rye se encuentra ubicado en las coordenadas 47°58′42″N 97°10′27″O / 47.97833, -97.17417. Según la Oficina del Censo de los Estados Unidos, el municipio tiene una superficie total de 86.34 km², de la cual 86,34 km² corresponden a tierra firme y (0 %) 0 km² es agua.

## Demografía
Según el censo de 2010, había 297 personas residiendo en el municipio de Rye. La densidad de población era de 3,44 hab./km². De los 297 habitantes, el municipio de Rye estaba compuesto por el 83,5 % blancos, el 1,35 % eran afroamericanos, el 5,72 % eran amerindios, el 7,07 % eran de otras razas y el 2,36 % eran de una mezcla de razas. Del total de la población el 8,42 % eran hispanos o latinos de cualquier raza.